# Oana Ban
Oana Ban (Cluj-Napoca, Rumania, 11 de enero de 1986) es una gimnasta artística rumana, campeona olímpica en 2004 en el concurso por equipos.

## Carrera deportiva
En el Mundial celebrado en Debrecen (Hungría) en 2002 gana la plata en la prueba de viga de equilibrio, quedando tras la estadounidense Ashley Postell y delante de la ucraniana Irina Yarotska (bronce).
En el Mundial de Anaheim 2003 gana la plata por equipos, tras Estados Unidos y por delante de Australia; sus compañeras de equipo fueron: Catalina Ponor, Alexandra Eremia, Andreea Munteanu, Monica Rosu y Florica Leonida.
En los JJ. OO. de Atenas 2004 gana el oro en la competición por equipos, por delante de Estados Unidos (plata) y Rusia (bronce), siendo sus compañeras: Alexandra Eremia, Cătălina Ponor, Monica Roșu, Nicoleta Daniela Șofronie y Silvia Stroescu.